# Mineral Ridge
Mineral Ridge è un census-designated place (CDP) degli Stati Uniti d'America, situato nello stato dell'Ohio, diviso tra la contea di Trumbull e la contea di Mahoning.